# Фёдоровка (Свердловский район)
Фёдоровка — деревня в Свердловском районе Орловской области. Входит в состав Новопетровского сельского поселения. Население — 73 чел. (2010).

## Физико-географическая характеристика
Уличная сеть
В деревне находится 3 улицы:
- Раздольная улица
- Полевая улица
- Береговая улица

Часовой пояс
Деревня Фёдоровка, как и вся Орловская область, находится в часовой зоне МСК (московское время). Смещение применяемого времени относительно UTC составляет +3:00.

## Население
| 2010 |
| ---- |
| 73   |